# 楊天民
楊天民（？—？），字正甫，一字覺斯，山西平陽府太平縣（今屬襄汾縣）人，明朝政治人物。

## 生平
萬曆十年（1582年）壬午科山西鄉試第十三名舉人，十七年（1589年）己丑科三甲進士。授朝城縣知縣，調諸城縣知縣，有異政，擢禮科給事中，時方纂修國史，與御史牛應元請恢復廢棄多年的建文年號，獲准。
楊天民後起補吏科給事中，進禮科右給事中。因國本之爭多次上書，明神宗大怒，二十九年（1601年）五月謫楊天民及禮科給事中王士昌雜職。楊天民任貴州永從縣典史。十月，神宗迫於廷議，終於立太子，但不再召回楊天民。楊天民幽憤而卒。

## 身後
天啟中，贈光祿寺少卿。《明史》有傳。

## 延伸阅读
[在维基数据编辑]
 《明史卷二百三十三》，出自《明史》